# Saint-Rémy-sur-Creuse

Saint-Rémy-sur-Creuse este o comună în departamentul Vienne, Franța. În 2009 avea o populație de 402 de locuitori.